# Kami Craig
Kameryn Louise "Kami" Craig, född 21 juli 1987 i San Luis Obispo, är en amerikansk vattenpolospelare.
Craig har ingått i USA:s OS-lag vid tre olympiska spel. I den olympiska vattenpoloturneringen i Peking gjorde Craig sex mål, varav ett mål i finalen som USA förlorade mot Nederländerna med 9–8. I den olympiska vattenpoloturneringen i London gjorde hon igen sex mål. I vattenpoloturneringen vid världsmästerskapen i simsport 2009 gjorde Craig nio mål och vid Panamerikanska spelen 2007 elva mål samt vid Panamerikanska spelen 2011 tolv mål. I samband med den amerikanska segern vid olympiska sommarspelen 2012 åstadkom Craig bedriften att ha tagit guld vid OS, VM och Panamerikanska spelen.
Craig ingick i det amerikanska lag som vann den olympiska vattenpoloturneringen 2016 i Rio de Janeiro.